# Gustave Massiah
Gustave Massiah, dit « Gus », né en 1938 en Égypte, est un ingénieur et économiste associé au mouvement altermondialiste. Ancien professeur à l'École nationale supérieure d'architecture de Paris-La Villette, il a écrit plusieurs ouvrages sur l'urbanisme et le développement. Après avoir participé avec d'autres à la création du Centre de recherche et d'information pour le développement (CRID) en 1976, galaxie d'associations d'aide au développement et de soutien aux luttes des pays du Sud, et vice-président d'Attac-France, il a été son président de 2003 à 2006. Il est membre du Conseil scientifique de Attac-France, membre du Conseil international du Forum social mondial, et a publié depuis 2005 de nombreux ouvrages sur la fondation et la stratégie du mouvement altermondialiste.

## Parcours
Né en Égypte, d'un père italien et d'une mère d'une famille juive de l'Empire ottoman, Gustave Massiah est ingénieur des Mines de Paris et ancien élève de l'ENSAE.
Devenu coopérant en Afrique, il s'est engagé très tôt pour la solidarité avec le tiers-monde et a développé des coopérations sur les questions touchant à l'urbanisme. De retour en France, parallèlement à son travail dans le bureau d'études ACT, il a enseigné comme professeur d'économie à l'École nationale supérieure d'architecture de Paris-La Villette.

## Enseignement, recherches et coopération en économie

### Enseignement et recherches à l'École d'architecture de Paris-La Villette
Gus Massiah a fait partie de la direction des études de l’École des beaux-arts, section architecture en 1967 et 1968. Il a participé en 1969 à la création de l’École d’architecture de Paris-la Villette UPA6 (initialement UP6, unité pédagogique no 6). Il y a enseigné pendant quarante ans.

### Activités internationales concernant le développement et l'urbanisme
Gus Massiah a exercé son métier d'ingénieur économiste dans les domaines du développement économique, de la planification et de l’aménagement urbain. Il s'est notamment spécialisé dans les études de l'organisation industrielle des transports, de la planification, de l'éducation et de la recherche urbaine.
- Parmi ses missions successives en Afrique, Gus Massiah a été conseiller Stratégique de la CGLUA (Cités et Gouvernements Locaux Unis d’Afrique) et Président du Conseil Stratégique d’Africités ; il a organisé le programme des activités des rencontres continentales d'élus locaux africains, à Abidjan en 1998, et à Marrakech en 2018. Pour lui, « la fin de la décolonisation en Afrique a offert les bases d’une nouvelle fondation politique. Les nouvelles élites, par exemple, n’ont plus rien à voir avec celles de la décolonisation. (...) En ce moment, par exemple, je participe à un programme multilatéral de soutien aux municipalités, Africité, dont la dernière réunion a rassemblé 600 maires de 45 pays africains. C’était fascinant. Historiquement, c’était la première rencontre importante d’élus africains. On y parlait développement local, mais aussi unité africaine »[5],[6].
- Parmi ses missions en Amérique latine et dans les Caraïbes, il a été entre 1992 et 2000, conseiller stratégique du PGU (Programme de Gestion Urbaine) ; il a été coordonnateur, de 1993 à 1996, du Programme de Coopération Scientifique et Technique France – Brésil, dans le domaine du développement Urbain.
- Parmi ses missions pour les Nations unies, il a été responsable de la préparation des dispositifs financiers de crédit aux ménages avec des bas revenus en Asie et dans le Pacifique[7] ; il a animé de 1988 à 1990 un système d’études et d’évaluation dans 13 pays asiatiques (dont la Chine, l’Inde, l’Indonésie, le Pakistan et le Bangladesh).
- Au niveau de la coordination et de l'évaluation des études urbaines, il a participé parallèlement à plusieurs programmes entre 1988 et 1996 : au directoire scientifique du GDR INTERURBA ; au comité de pilotage du Programme Solidarité Habitat ; au Conseil de Politique Internationale du CNRS ; au Comité d’évaluation du département SUD de l’Orstom ; au Comité d’évaluation de la Fondation de l'Abbé Pierre ; et à la direction du Champ « Du Nord et du Sud » de l’École des Hautes Études Urbaines.

De retour en France, Gus Massiah a été consultant indépendant, membre d'un bureau de type coopératif, le groupement ACT-Consultants qu'il avait contribué à fonder en 1970. Il a rédigé dans ce cadre le premier dossier sur la ville de la revue La Recherche.

## Engagements militants dans la construction de l'altermondialisme
Un colloque international a consacré ses travaux à la genèse des mobilisations altermondialistes. Selon le chercheur spécialiste de l'altermondialisme, Eric Agrikoliansky, si on date souvent les débuts du mouvement altermondialiste à la fin des années 1990, ses thèmes sont bien plus anciens. Si l'on veut identifier la véritable « préhistoire » du mouvement altermondialiste, il serait nécessaire selon lui de s'intéresser aux mobilisations pour l'annulation de la dette du tiers monde qui se sont développées dans les années 1980. Ce chercheur en déduit le rôle essentiel qu'aurait joué Gus Massiah, parmi d'autres tels Monique Crinon, Bernard Dreano, Susan George ou Éric Toussaint, dans la mise en place de cette séquence décisive de la construction du nouvel « acteur social » que serait le mouvement altermondialiste.

### Engagements politiques initiaux
Selon Jessy Bailly, « Lorsqu’il étudie aux Mines, il participe à des mouvements étudiants contre l’extrême droite alors menée par Jean-Marie Le Pen ». Il estime que c’est la première fois qu’il a, au cours de ces manifestations, été témoin de la convergence entre ce qu’il appelle la gauche chrétienne et les mouvements communistes. Il est notamment à l’initiative du « Groupe d’Action pour la Paix en Algérie » (GAPA), qui réunit des militants chrétiens et des militants communistes ». Il a ensuite milité avec le PSU à partir de 1963. Il a été élu en 1967 à sa direction politique nationale. Il est notamment devenu le secrétaire général de sa « Commission internationale ». Ainsi, en Afrique, il a contribué avec d'autres anciens de cette commission internationale à la création du CEDETIM entre 1965 et 1967, organisation qui a été essentielle dans le développement des mobilisations contre le G7 en 1989.
Militant notamment à la Gauche ouvrière et paysanne (GOP) organisation issue du PSU, puis à l'Organisation communiste des travailleurs, il a participé au travers de la revue Partis pris, notamment avec Alain Lipietz, à une réflexion critique sur le militantisme d'extrême gauche des années 1970, avant de créer en 1983 avec ses anciens camarades ingénieurs et spécialistes du développement l'Association internationale de techniciens, experts et chercheurs (AITEC) qui apporte contre-expertises et conseils dans les milieux syndicaux et associatifs sur les questions urbaines, les services publics et le rôle des institutions internationales.
Sur un autre secteur, plus géopolitique, il a été membre du comité de parrainage du Centre de documentation et de recherche sur la paix et les conflits.

### Participations à la fondation des bases de l'altermondialisme
Dès 1985, dans le premier numéro de la revue de l'AITEC, Gus Massiah analyse le rôle des institutions financières internationales dans une optique que l'on appelle aujourd'hui altermondialiste, notamment dans un article intitulé : « Le FMI ou comment s'en débarrasser ». Gus Massiah a joué, selon Éric Agrikoliansky, dès les manifestations « Ça suffat comme si » organisées contre le G7 en 1989, un rôle essentiel dans la construction de ce qui est devenu le mouvement altermondialiste. 
- Ca suffat comme ci et le TOES89 (The Other Economic Summit 1989)[12] à l'occasion des célébrations du bicentenaire de la Révolution française en juillet 1989 ont formé la première « séquence décisive » des « mobilisations de mobilisations » qui, selon les termes d'Éric Agrikoliansky, ont préfiguré le mouvement altermondialiste. Selon lui, « cette mobilisation est un événement précurseur à plusieurs égards », le temps fort en étant l'organisation d'un contre-sommet de sept pays parmi les plus pauvres réunissant des acteurs du "Sud" venus témoigner des effets concrets de la dette sur les conditions de vie des populations[10].
- Un second thème transversal porte sur les mobilisations articulant les problèmes du Sud et l'action dans les pays du Nord. Dans la mobilisation de 1989, il s'agit déjà de « penser globalement et d'agir localement », ce qui deviendra dix ans plus tard un des slogans d'Attac-France[10]. De ce point de vue, Éric Agrikoliansky souligne que la coalition d'organisations qui appellent à manifester en juillet 1989 évoque ce que seront les mouvements altermondialistes ultérieurs : à la fois des syndicats, des associations de solidarité avec les travailleurs immigrés (MRAP, Cimade, FASTI) et de solidarité internationale (Cedetim, Agir ici, ou AITEC - dans lesquelles Gus Massiah a joué un rôle essentiel).
- Le CEDETIM, dont Gus Massiah a été à l'initiative en 1965, constitue ainsi, selon Agrikoliansky, « l'une des principales chevilles ouvrières des événements de juillet 1989 »[10] : « mouvement emblématique de l'anti-impérialisme en France, le CEDETIM a été à l'origine du projet de contre-sommet dès décembre 1988 »[13],[10].

### Participations à la deuxième phase internationale de l'altermondialisme
Si, selon Gus Massiah, la première phase de l’altermondialisme de 1980 à 1989, a répondu à l’offensive de la dette et des Programmes d'Ajustement Structurel, la seconde phase de l’altermondialisme, après la chute du mur de Berlin en 1989, conteste par des grandes manifestations mondiales, les plans du FMI, de la Banque mondiale et de l’OMC. Préfigurant ce second mouvement, Gustave Massiah a été, à Berlin en 1988, le rapporteur du Tribunal permanent des peuples, lequel a mis en accusation le FMI et la Banque mondiale.
Dans la continuité de ce mouvement, en 1997, il a participé avec Samir Amin et François Houtart à la création au Caire du Forum Mondial des Alternatives. En décembre 1998, il a contribué, notamment à travers le Cedetim et AITEC, organisations qu'il a impulsées, à fonder le premier Attac-France, qui a été créé à Paris. En décembre 1999, il a contribué à organiser avec Attac une manifestation et un contre-sommet au Forum économique mondial de Davos. En 2015, dans sa préface à la traduction anglaise du livre Une stratégie altermondialiste de Gus Massiah, Immanuel Wallerstein, historien connu pour ses travaux concernant la mondialisation sur la longue durée, note d'abord que l'appel initial pour le premier Forum social mondial en 2000 résultait de 7 organisations brésiliennes (chrétiennes et syndicales) et de Attac-France ; il précise qu'il a pris place après les succès du mouvement des Chiappas et du contre-sommet de Seattle.
En 2000, à partir du lancement des Forums sociaux mondiaux, il devient membre de son Conseil International. Il y représente le Cedetim, le CRID, Alternatives Internationales. Depuis 2001, il participe activement aux successifs Forums sociaux mondiaux, à Porto Alegre, Mumbai, Bamako, Caracas, Karachi, Nairobi, Ramallah, Montréal, Tunis, Belém, Dakar, Abuja. Il participe également à l’organisation, des forums sociaux européens à Paris, Londres, Athènes.
Depuis 2013, il est membre fondateur d'une université, The Global University for Sustainability dont le siège est à l’Université Lingnan de Hong Kong[source insuffisante].
Sur un plan plus juridique, enfin, Gus Massiah est membre du comité de parrainage du Tribunal Russell sur la Palestine dont les travaux ont commencé le 4 mars 2009.

### Interventions sur France Culture en rapport avec l'altermondialisme
- 2006, Troisième émission sur France Culture consacrée à « l'avenir du mouvement altermondialiste et à la place de l'Afrique dans ce mouvement », avec Sophie Bessis, dans la série Ces sommets[17].
- 2016, Quatrième émission sur France Culture consacrée au « sommet de Seattle » de la série Ces sommets qui ont façonné le monde[18]

### Ouvrages récents
- 2021, « Les mouvements sociaux africains au cœur de l’altermondialisme », in Résistances africaines à la domination néocoloniale, sous la direction de Martine Boudet, Éditions du Croquant, Paris
- 2020, « Une approche altermondialiste des migrations », in Migrations forcées, discriminations et exclusions, sous la direction de Claude Calame, et Alain Fabart, Éditions du Croquant, Paris
- 2020, (avec Zeynep Tüfekçi), Le monde révolté, C&F Éditions.
- 2017, Urgence antiraciste -Pour une démocratie inclusive-, coordination de Martine Boudet, préface d'Aminata Traoré. Avec Nils Andersson, Adda Bekkouche, Farid Bennaï, Saïd Bouamama, Monique Crinon, Christian Delarue, Bernard Dreano, Mireille Fanon-Mendès-France, Patrick Farbiaz, Augustin Grosdoy, Gilles Manceron, Paul Mensah, Evelyne Perrin, Alice Picard, Louis-Georges Tin, Éditions du Croquant, Paris.
- 2012, « Les politiques urbaines et la crise de la mondialisation », in Quelles villes pour le 21e siècle, sous la direction de Françoise Lieberehrr-Gardiol et German Solinis, Éditions Infolio, Genève
- 2011, Une stratégie de l'altermondialisme, avec Élise Massiah, Collection : Cahiers libres, La Découverte,  (ISBN 9782707165411).

### Ouvrages antérieurs importants
- 2005, « La réforme de l’ONU et le mouvement altermondialiste », in ONU, Droits pour tous ou loi du plus fort, Éditions CETIM, Genève
- 2004, Le développement a-t-l un avenir ? Pour une économie solidaire et économe, En collaboration et sous la coordination de Jean-Marie Harribey, Éditions Mille et une nuits, Fayard.
- 2002, « Un des dix pas », in Dix pas dans le nouveau siècle, coordination de Stéphane Hessel, Éditions du Seuil, Paris
- 2000, Une économie au service de l’homme, Recueil des rapports à l’université d’été d’ATTAC en août 2000. Rapport de Gustave Massiah "De l’ajustement structurel au respect des droits humains", Éditions Mille et une nuits, Fayard.
- 1988, Villes en développement - Essai sur les politiques urbaines dans le tiers monde, avec Jean-François Tribillon, La Découverte.
- 1975, La Crise de l’impérialisme, avec Samir Amin, Alexandre Faire et Mahmoud Hussein, Éditions de Minuit.

### Filmographie
- L'Altermondialisation entre idées reçues et réalités, de et avec Gustave Massiah. Conférence filmée, 2006.